# Sandro Grande
Sandro Grande, né le 29 septembre 1977 à Montréal au Québec, est un joueur international canadien de soccer.

## Biographie
Sandro Grande est repêché par l'Impact de Montréal dès 1998, mais il profite de sa double citoyenneté pour tenter sa chance en Italie. 
Il joue d'abord au niveau semi-professionnel en Italie de 1997 à 2004, puis à Montréal en 2004 et 2005. Il fait ensuite un séjour en Scandinavie de 2005 à 2006 avant de revenir à l'Impact de Montréal pour les saisons 2008 et 2009. Il poursuit ensuite sa carrière au FK Sūduva Marijampolė en première division lituanienne en 2010. Il met un terme à sa carrière de joueur en 2011 et devient directeur technique du club de Laval au Québec. 

### En club
Il est engagé en 2001 par le club de Brescia, alors en Serie A, mais ne joue finalement qu'un seul match pour ce club, lors de la Coupe Intertoto en 2001. Il passe alors cinq saisons dans les divisions inférieures italiennes. Il se joint à l'Impact de Montréal pour la saison 2004, s'affirmant comme un spécialiste des coups francs et étant choisi sur la première équipe d'étoiles. Il aide l'Impact à remporter le championnat cette année-là. En 2005, après avoir joué huit rencontres, il quitte Montréal pour se joindre au Viking FK, club de première division norvégienne. Il joue aussi pour le Molde FK, puis après deux saisons en Norvège, il se retrouve sans contrat en 2007, et doit être opéré aux genoux.
Il revient avec l'Impact au milieu de la saison 2008. Il est un élément important au centre du terrain pour le reste de la saison et lors de la Ligue des champions de la CONCACAF 2008-2009.
À cause d'un geste violent à l'encontre du capitaine de son équipe, Mauro Biello, l'Impact de Montréal prend la décision de le libérer le 20 juillet 2009. Il joue par la suite en première division lituanienne en 2010 pour le FK Sūduva Marijampolė. Sans contrat depuis la fin de 2010, il met fin à sa carrière professionnelle pour devenir directeur technique dans un club de Laval au Québec.

### En équipe nationale
Sandro Grande est appelé pour la première fois en équipe nationale en septembre 2004, dans le cadre des qualifications pour la Coupe du monde 2006. Il est sélectionné douze fois entre 2004 et 2006, inscrivant un but. Pendant cette période, il participe à quatre rencontres de l'équipe canadienne dans le cadre des qualifications pour la Coupe du monde 2006 de la CONCACAF. Il est un remplaçant non utilisé lors du dernier match du Canada lors des qualifications pour la Coupe du monde 2010, le 19 novembre 2008.

### Controverse
Le 9 janvier 2023, Sandro Grande est nommé au poste d'entraineur de l'équipe de réserve du CF Montréal. Sa nomination provoque une commotion dans le milieu politique,. En 2012, le nouvel entraineur publie notamment sur le réseau social Twitter un message au lendemain de l'attentat contre la première ministre nouvellement élue et cheffe du Parti québécois, Pauline Marois, au Métropolis : « La seule erreur que le tireur a commise la nuit dernière, c’est de rater sa cible!!! Marois!!! La prochaine fois mon gars! J’espère! ». Sur son compte Facebook, il insulte par la suite les « gens du nord » qui auraient voté pour les souverainistes en les traitant de « colons » (« hillbillies » en anglais) et de fermiers. Il précise que les « séparatistes sont si stupides que c‘est inimaginable ».
Sous la pression et les contestations venant de divers milieux, le club se rétracte le lendemain et remplace Grande dans la foulée.
Dix jours après l'annonce de sa nomination, Sandro Grande convoque les médias pour une conférence de presse à Laval où il présente ses excuses publiques. Au cours de son allocution, il précise avoir fait l'objet de menaces de mort au cours des derniers jours. Il mentionne par ailleurs avoir écrit à Pauline Marois pour lui faire part directement de ses excuses.

## Palmarès
Avec l'Impact de Montréal, il remporte la A-League en 2004.

## Statistiques
| Saison                | Club                  | Championnat           | Championnat | Championnat | Coupe(s) nationale(s) | Coupe(s) nationale(s) | Compétition(s) continentale(s) | Compétition(s) continentale(s) | Compétition(s) continentale(s) | Séries | Séries | Total | Total |
| Saison                | Club                  | Division              | M.          | B.          | M.                    | B.                    | Comp.                          | M.                             | B.                             | M.     | B.     | M.    | B.    |
| 2004                  | Impact de Montréal    | A-League              | 23          | 4           | -                     | -                     | -                              | -                              | -                              | 5      | 0      | 28    | 4     |
| 2005                  | Impact de Montréal    | USL-1                 | 8           | 2           | -                     | -                     | -                              | -                              | -                              | -      | -      | 8     | 2     |
| 2005                  | Viking FK             | Tippeligaen           | 6           | 0           | 0                     | 0                     | C3                             | 3                              | 0                              | -      | -      | 9     | 0     |
| 2006                  | Molde FK              | Tippeligaen           | 14          | 0           | 0                     | 0                     | C3                             | 4                              | 0                              | -      | -      | 18    | 0     |
| 2008                  | Impact de Montréal    | USL-1                 | 6           | 1           | 0                     | 0                     | LCC                            | 7                              | 0                              | 3      | 0      | 16    | 1     |
| 2009                  | Impact de Montréal    | USL-1                 | 11          | 0           | 3                     | 0                     | LCC                            | 2                              | 0                              | -      | -      | 16    | 0     |
| 2010                  | FK Sūduva Marijampolė | A-Lyga                | 23          | 0           | 1                     | 0                     | C3                             | 3                              | 0                              | -      | -      | 27    | 0     |
| Total sur la carrière | Total sur la carrière | Total sur la carrière | 91          | 7           | 4                     | 0                     | -                              | 19                             | 0                              | 8      | 0      | 122   | 7     |